# Kleßheim (Germering)
Kleßheim ist eine zur oberbayerischen Stadt Germering im Landkreis Fürstenfeldbruck gehörende Siedlung. 

## Geschichte
Die im Jahre 1212 erstmals unter dem Namen „Chlefsheim“ urkundlich erwähnte Einöde gehörte zur 1978 nach Germering eingegliederten Gemeinde Unterpfaffenhofen und liegt etwa einen Kilometer südwestlich des Ortsrandes. 
Der Name „Chlefsheim“ leitet sich vom germanischen Männernamen „Chlef“ ab. 
Im Jahre 1961 lebten hier ca. 15 Personen. In den 1970er und 1980er Jahren verwaiste die Siedlung nach und nach. Die letzten zu dieser Siedlung gehörenden Gebäude wurden schließlich im Jahr 1986 abgerissen.
Heute weist nur noch ein Gedenkstein auf die ehemalige Existenz dieser Siedlung hin.

## Bodendenkmäler
Siehe: Liste der Bodendenkmäler in Germering